# Narciso Serra
Narciso Saénz Díaz Serra (Madrid, 24 de febrero de 1830-Madrid, 26 de septiembre de 1877), más conocido como Narciso Serra, fue un dramaturgo y poeta español.

## Biografía
Nacido el 24 de febrero de 1830 en la capital española, hijo según su partida de nacimiento de Alejandro Saénz Díez y Carlota Serra, aunque su paternidad está atribuida al general Ros de Olano. Más adelante Narciso Serra decidió prescindir de su apellido paterno. Publicó sus primeras comedias en 1848. Inicialmente militó también en el ejército, participando en la revolución de 1854, aunque terminaría solicitando en 1859 la licencia por una «dolencia de cerebro». Mantuvo relaciones de amistad con Juan Eugenio Hartzenbusch, Julián Romea o Francisco Camprodón. Durante su juventud cultivó fama de «bohemio», «juerguista», aficionado a las mujeres y al juego, llevando «una vida donjuanesca».

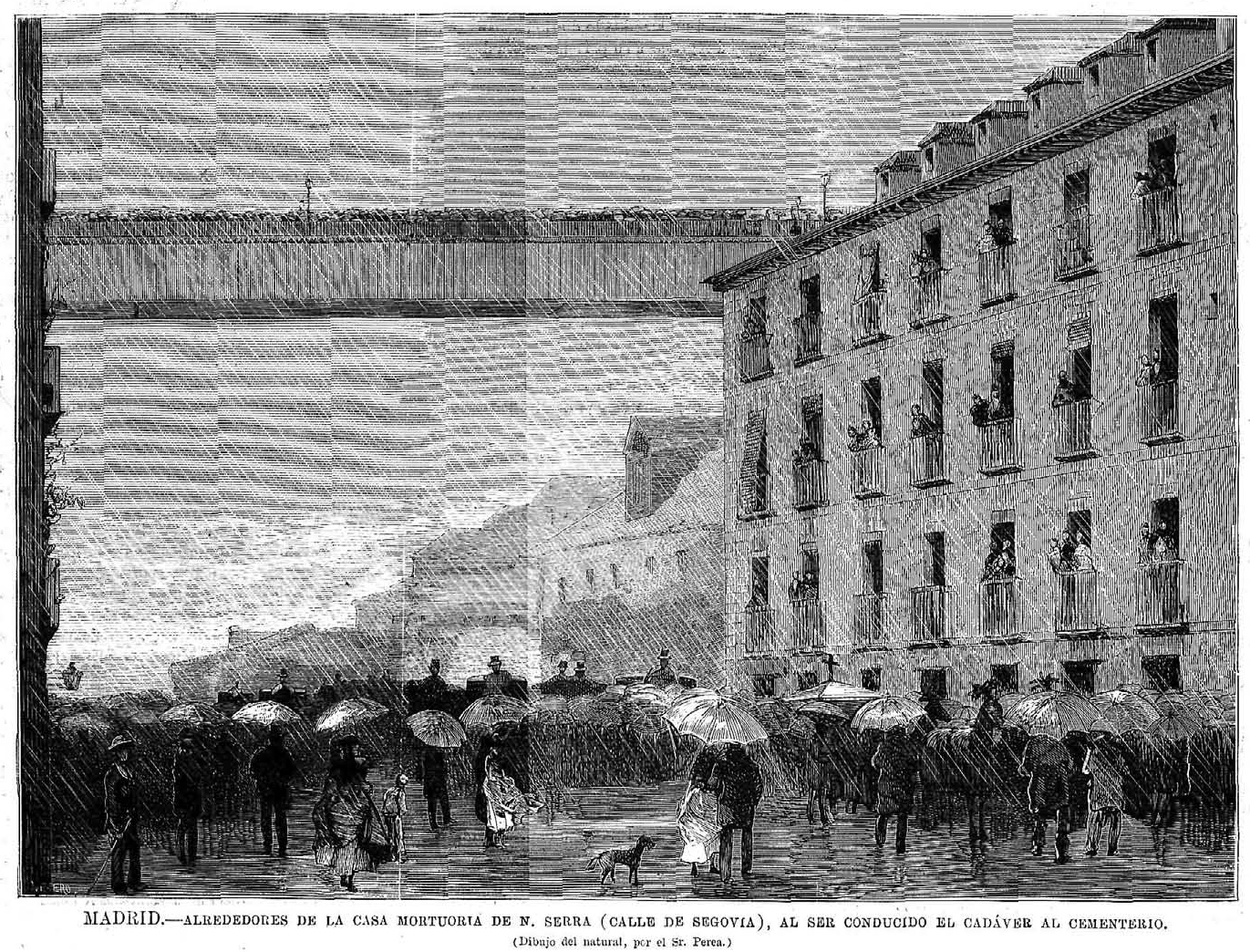
Muerte de Narciso Serra: alrededores de la casa mortuoria en la calle de Segovia (La Ilustración Española y Americana, 1877)

En noviembre de 1861 sufrió un ataque —hemiplejia o enfermedad degenerativa— que le dejó paralizada la mitad izquierda de su cuerpo y postrado en una silla de ruedas, a pesar de lo cual siguió publicando obras. Según Moreno Godino profesó «singular afecto» a la figura de la reina Isabel II.
Murió sumido en la pobreza, el 26 de septiembre de 1877. A su entierro —que tuvo lugar en la Sacramental de Santa María, durante una jornada en la que llovió intensamente— acudieron personalidades como José Zorrilla, Ramón de Campoamor, José Echegaray, Cecilia Böhl de Faber (Fernán Caballero) o Eusebio Blasco. El 24 de febrero de 1878 el Ayuntamiento de Madrid le dedicó una calle —calle de Narciso Serra— en el barrio de Pacífico.
Encuadrado dentro del género de la alta comedia, se le ha considerado un autor «injustamente olvidado», aunque gozó de prestigio y éxito durante una parte de su carrera. Colaboró con autores como Miguel Pastorfido y Salvador Granés, además de ejercer la profesión de actor, entre 1848 y 1854, y la de censor teatral, entre 1864 y 1868. Su obra dramática recibió críticas positivas de autores como Juan Valera o Francisco Miquel y Badía.
Entre sus obras teatrales destacan La boda de Quevedo, Don Tomás o El loco de la guardilla. Un fragmento de su obra La calle de la montera se hizo muy popular en la ciudad, rezaba: «¡Es mucha calle, señor, la calle de la Montera!».